# Maurice Jausserandy
Maurice Jausserandy est un maître écrivain français actif à Avignon au début du XVIIe siècle.

## Biographie
On sait seulement qu'en 1600 il habitait rue Saint-Marc à Avignon.

## Œuvres

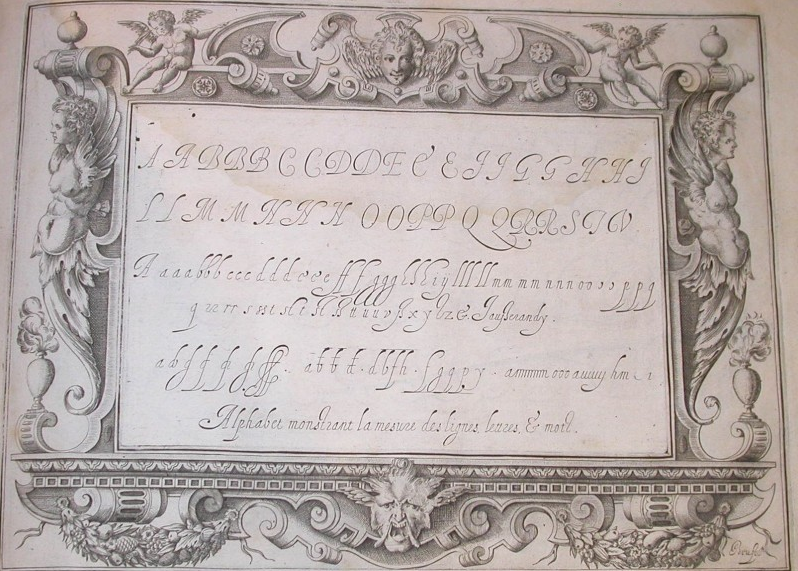
Un alphabet du Miroir d'escriture de Jausserandy (1600). Mende, AD Lozère.

- Le Miroir d'escriture où sont representées plusieurs sortes de lettres & caractères..., Avignon, l'auteur, 1600, planches gravées par Jean Beuf. Dédicace au Cardinal-duc de Joyeuse, archevêque de Toulouse et ambassadeur d'Henri IV à la cour pontificale de Rome. Cat. Destailleur n° 844. Exemplaires à Avignon BM, Mende, Archives départementales de la Lozère[1] et Chicago NL : Wing ZW 639.J 32.